# Systoloneura geometropis
Systoloneura geometropis là một loài bướm đêm thuộc họ Gracillariidae. Nó được tìm thấy ở Hong Kong, Đài Loan và Nhật Bản (Honshū, Kyūshū, Satunan và Shikoku).
Sải cánh dài 4.5-6.2 mm.
Ấu trùng ăn Gardenia augusta, Gardenia jasminoides và Gardenia radicans.